# Cresancey
 Cresancey  es una población y comuna francesa, situada en la región de Franco Condado, departamento de Alto Saona, en el distrito de Vesoul y cantón de Gray.

## Demografía
| 304 | 387 | 401 | 373 | 429 | 463 | 418 | 426 | 344 | 355 | 342 | 302 | 316 | 306 | 283 | 263 | 255 | 262 | 239 | 237 | 203 | 202 | 180 | 179 | 195 | 207 | 216 | 203 | 198 | 189 | 178 | 212 | 179 |
| Para los censos de 1962 a 1999 la población legal corresponde a la población sin duplicidades (Fuente: INSEE [Consultar]) |     |     |     |     |     |     |     |     |     |     |     |     |     |     |     |     |     |     |     |     |     |     |     |     |     |     |     |     |     |     |     |     |